# Dennis di Cicco
Dennis di Cicco, född 1950, en amerikansk astronom.
Minor Planet Center listar honom som D. di Cicco och som upptäckare av 60 asteroider.
Mellan 1974 och 2014 tillhörde han redaktionen bakom den amerikanska astronomi tidskriften Sky & Telescope.
Asteroiden 3841 Dicicco är uppkallad efter honom.

## Asteroider upptäckta av Dennis di Cicco
| 7311 Hildehan       | 14 oktober 1995  |
| 7610 Sudbury        | 3 december 1995  |
| 8900 AAVSO          | 24 oktober 1995  |
| 9983 Rickfienberg   | 19 februari 1995 |
| 10153 Goldman       | 26 oktober 1994  |
| 10373 MacRobert     | 14 mars 1996     |
| 10596 Stevensimpson | 4 oktober 1996   |
| 11132 Horne         | 17 november 1996 |
| 12780 Salamony      | 9 februari 1995  |
| (13183) 1996 TW     | 5 oktober 1996   |
| 13623 Seanwalker    | 3 oktober 1995   |
| (16779) 1996 WH2    | 30 november 1996 |
| (17610) 1995 UJ1    | 23 oktober 1995  |
| (19311) 1996 VF3    | 12 november 1996 |
| (19323) 1996 XM13   | 9 december 1996  |
| (20153) 1996 TC8    | 12 oktober 1996  |
| (20165) 1996 VT2    | 10 november 1996 |
| (23565) 1994 WB     | 23 november 1994 |
| (27858) 1995 BZ1    | 30 januari 1995  |
| (27880) 1996 EQ     | 14 mars 1996     |

| 27899 Letterman   | 18 augusti 1996  |
| (27906) 1996 TZ7  | 12 oktober 1996  |
| (27924) 1997 AZ10 | 9 januari 1997   |
| (30994) 1995 UE2  | 24 oktober 1995  |
| (31006) 1995 XC   | 3 december 1995  |
| (31058) 1996 TA5  | 8 oktober 1996   |
| (31081) 1996 XO13 | 9 december 1996  |
| (31184) 1997 YZ4  | 26 december 1997 |
| (32947) 1995 YH2  | 23 december 1995 |
| (39718) 1996 VG3  | 12 november 1996 |
| (39728) 1996 WG   | 17 november 1996 |
| (39747) 1997 BM1  | 29 januari 1997  |
| (42543) 1996 BR   | 16 januari 1996  |
| (42556) 1996 TA8  | 12 oktober 1996  |
| (43894) 1995 TP   | 12 oktober 1995  |
| (43934) 1996 TC   | 1 oktober 1996   |
| (48642) 1995 UH1  | 23 oktober 1995  |
| (48684) 1996 EP   | 14 mars 1996     |
| (52478) 1995 TO   | 12 oktober 1995  |
| (52531) 1996 TB8  | 12 oktober 1996  |

| (55831) 1995 XL    | 12 december 1995  |
| (55847) 1996 SQ    | 20 september 1996 |
| (58501) 1996 VQ2   | 10 november 1996  |
| (58502) 1996 VH3   | 12 november 1996  |
| (58503) 1996 VJ3   | 12 november 1996  |
| (73856) 1996 WF    | 16 november 1996  |
| (79305) 1995 XK    | 12 december 1995  |
| (79331) 1996 TY    | 5 oktober 1996    |
| (79334) 1996 TZ9   | 15 oktober 1996   |
| (100487) 1996 VO2  | 10 november 1996  |
| (100495) 1996 WH   | 17 november 1996  |
| (100496) 1996 WJ   | 17 november 1996  |
| (120651) 1996 TA10 | 15 oktober 1996   |
| (120661) 1996 VZ2  | 11 november 1996  |
| (134389) 1996 VP2  | 10 november 1996  |
| (162052) 1996 TB10 | 15 oktober 1996   |
| (181761) 1996 VR2  | 10 november 1996  |
| (229927) 1996 TN9  | 13 oktober 1996   |
| (243577) 1996 WE   | 16 november 1996  |
| (427396) 1996 TA   | 1 oktober 1996    |